# 海山罟
海山罟，是台灣新竹市香山區的一個傳統地域名稱。

## 地理

### 區域

#### 地名由來
海山罟西臨海（臺灣海峽）東依山（竹東丘陵）:36，且為漁民曬漁網（罟）之處，故名海山罟。:578

#### 範圍
海山罟位於香山區西部偏南。相較於今日行政區，其範圍大致與海山里相近。

#### 聚落
本地區發展較早的聚落為海山罟，在日治初期的官方地圖上已有記載。此外，本地區尚有鹿子坑等聚落。:528

### 水文
本地區位於汫水港溪流域範圍內。南側以海山川與鹽水港為鄰。

## 歷史

### 清代
香山於康熙二十三年（1684年）劃屬諸羅縣。雍正元年（1723年）改隸新成立的彰化縣。九年（1731年）改隸新成立的淡水廳。光緒元年（1875年）設立臺北府，改隸新成立的新竹縣。十一年（1885年）設立福建臺灣省，臺北府位於其轄區內。
清代海山罟庄隸屬於竹北一堡。該庄西北與香山庄為鄰，東北與香山坑庄為鄰，東南邊及南邊東段為茄苳湖庄，南邊西段為鹽水港庄，西邊臨台灣海峽。

### 日治時期
明治二十八年（1895年）臺灣進入日治時期，香山劃屬於臺北縣新竹支廳竹北一堡:148。三十年（1897年）改隸新竹縣。三十一年（1898年）廢除新竹縣，改隸臺北縣新竹辨務署。三十四年（1901年）廢縣置廳，香山隸屬於新竹廳香山區。四十二年（1909年）合併全臺灣二十廳為十二廳，香山區隸屬不變。大正九年（1920年）廢廳置州，改隸新竹州新竹郡香山庄。十六年（1941年）廢庄併入新竹市，原庄役場作為新竹市香山出張事務所使用。

### 戰後
1945年香山劃屬於新竹市，隸屬於臺灣省，大字亦改制為里。1946年香山劃入新竹市香山區。1950年新竹縣分拆出桃園縣與苗栗縣，原新竹市改為新竹縣新竹市:148，香山區自新竹市分出，改制為新竹縣香山鄉，里亦改制為村。1982年新竹市與新竹縣之香山鄉合併，同時重新升格為新竹市:148，香山鄉併入新竹市，村亦改制為里。1990年原香山鄉劃分為香山區。由於人口增加，本地區已拆分為多個里。

## 交通
台鐵縱貫線大致以北北東—南南西走向經過海山罟地區西部，境內未設站，較近的是北側的香山車站，屬於甲種簡易站，只停靠區間車。
省道台1線又稱「縱貫公路」，是台北至屏東楓港的傳統幹道，在本地區北側路段先是與台鐵縱貫線平行而位於其西側，隨後以陸橋跨越鐵路轉至其東側後再與鐵路平行。由該道路向北轉東可前往新竹市區、竹北、新豐等地，向南可前往頭份、竹南、後龍等地。
省道台61線又稱「西部濱海快速公路」，是八里至安南的快速公路，大致與省道平行而位於其西側近海岸地帶，向北經香山市區至浸水橋後為未通車路段，以省道台15線為代用道路，可前往舊港、紅毛港、觀音等地，向南可前往中南部沿海各地。